# 大津市立青山中学校
大津市立青山中学校（おおつしりつ あおやまちゅうがっこう）は、滋賀県大津市にある公立中学校。飛島グリーンヒル内に設けられた唯一の中学校である。

## 沿革
- 1998年（平成10年）4月1日 - 大津市立田上中学校より分離し、開校[1][2]。
- 2022年（令和4年）11月 - 令和4年度「大切な命を守る」全国中学・高校生作文コンクールで警察庁長官官房審議官賞を受賞[3][4][5]。

## 基礎データ

### 象徴
- 校歌 - 作詞：青嶋陽子、補作詞：校歌選定委員会、作曲：嵐野英彦[1][2]
- 校章 - アオギリの葉をイメージしたもので、その中に青中の二文字と名誉を表す月桂樹の葉を図案化したものが入る[1]。

### スローガン
- 校訓 - 八草伸（）[1]
- 教育目標 - 自らじっくりと考え、自らのこたえをもち行動する 青山人[注 1][1]

## 部活動
- 運動部 - 陸上競技、野球、サッカー、ソフトテニス（女）、バスケットボール、バドミントン、卓球
- 文化部 - 吹奏楽、科学技術、文化芸術

## 学区
- 大津市立青山小学校の校区全域[6]。

## 交通アクセス
- JR琵琶湖線（東海道本線）南草津駅から近江鉄道バスまたは帝産湖南交通で「青山七丁目」停留所下車、徒歩2分[7]。

## 著名な卒業生
- 高岸宏行（お笑い芸人、ティモンディ）[8][9]

やればできる！